# Sans enfant par choix
 (janvier 2013).
Si vous disposez d'ouvrages ou d'articles de référence ou si vous connaissez des sites web de qualité traitant du thème abordé ici, merci de compléter l'article en donnant les références utiles à sa vérifiabilité et en les liant à la section « Notes et références ».
|                                                                                              |                                                        |  |     |     |
| Les enfants portent atteinte à la liberté                                                    | Les enfants portent atteinte à la liberté              |  | 54% | 54% |
| Élever des enfants prend trop de temps et d'énergie                                          | Élever des enfants prend trop de temps et d'énergie    |  | 35% | 35% |
| Le partenaire ne voulait pas d'enfants                                                       | Le partenaire ne voulait pas d'enfants                 |  | 28% | 28% |
| Difficultés à concilier travail et enfants                                                   | Difficultés à concilier travail et enfants             |  | 26% | 26% |
| Pas de besoin impérieux / inadéquation                                                       | Pas de besoin impérieux / inadéquation                 |  | 23% | 23% |
| Raisons de santé ne permettant pas d'avoir des enfants                                       | Raisons de santé ne permettant pas d'avoir des enfants |  | 18% | 18% |
| Les enfants coûtent trop cher                                                                | Les enfants coûtent trop cher                          |  | 7%  | 7%  |
| Difficile d'obtenir des services de garde d'enfants                                          | Difficile d'obtenir des services de garde d'enfants    |  | 5%  | 5%  |
| Raisons pour lesquelles les femmes néerlandaises choisissent de ne pas avoir d'enfants, 2004 |                                                        |  |     |     |

Sans enfant par choix (en anglais : childfree) est un terme utilisé pour décrire les personnes qui choisissent de ne pas avoir d’enfants. Ce mouvement, né aux États-Unis dans les années 1970, en a débordé les frontières pour gagner principalement les pays développés. 

## Distinction entre «sans enfant par choix» (childfree) et «sans enfant par contrainte» (childless)
Il convient de faire la différence entre :
- les « sans enfant » par choix (childfree by choice) ;
- et les « sans enfant » qui désirent des enfants, mais qui n’en ont pas pour diverses raisons indépendantes de leur volonté (childless).

En anglais, le terme childfree décrit une personne qui n’a pas le désir d’avoir des enfants ; ce mot contraste avec childless où le suffixe « ‑less » indique une privation, un manque.
Le mot childfree a été utilisé la première fois le 3 juillet 1972 dans un article de Time, en référence à la création de l’Organisation internationale des Non-Parents. Ce terme a été repris dans les années 1990 au moment de la formation par Leslie Lafayette d'un groupe destiné aux sans enfant par choix : le « réseau des sans enfant par choix » (The Childfree Network).

## Histoire

### Amérique du Nord
L’Organisation nationale des Non-Parents (NON) a été fondée en 1972 à Palo Alto, en Californie, par Ellen Peck et Shirley Radl. La NON a été créée pour défendre la notion qu’hommes et femmes peuvent volontairement décider de ne pas avoir d’enfant. Elle a par la suite changé de nom pour devenir l’Alliance nationale du choix d’être parent (National Alliance for Optional Parenthood). D’après son règlement, le but de l’Alliance était de montrer au grand public que ne pas avoir d’enfants est un choix de vie valide, ainsi que de soutenir les personnes qui ont choisi de ne pas avoir d’enfants, promouvoir la prise de conscience du problème de surpopulation et assister d’autres groupes qui poursuivent les mêmes objectifs de l’organisation.
En 1984, l'organisation No Kidding! International est créée à Vancouver, au Canada par Jerry Steinberg, dans le but de faire connaître le mode de vie childfree et de permettre aux personnes de faire la différence entre childless et childfree. Elle s'étend dans plusieurs pays anglophones et organise des événements et rencontre childfree. En 2010, la convention No Kidding! International s'est tenue à Houston, Texas. 
En 1991, l'auteure et professeure Leslie Lafayette fonde The Childfree Network, le premier réseau de personnes sans enfants. Une première conférence se tient à Sacramento en Californie. 
L'écrivaine américaine pro-childfree Laura Caroll créé l'International Childfree Day en 2013.

### Europe
En Angleterre, Kidding Aside est une association fondée en 2000 afin de lutter pour les droits des personnes childfree.
La Fête des Non-Parents, créée en 2009 par l’écrivain antinataliste Théophile de Giraud et la musicologue Frédérique Longrée, dont trois éditions auront lieu entre 2009 et 2011 en alternance à Paris et à Bruxelles. En 2012, il organise un happening à Paris avec le CLOD (Collectif des lutins obstinément dénatalistes) afin de sensibiliser l'opinion publique à la surpopulation. Il s'agit alors d'une distribution de préservatifs devant la basilique du Sacré-Cœur autour de banderoles réclamant une « grève des ventres ».
L'Union des childfree francophones est une association loi de 1901 créée en 2014.

## Motivations
De nombreuses raisons peuvent être avancées quant au choix d'une vie sans enfants, et les personnes « sans enfant par choix » se retrouvent souvent dans plusieurs d'entre elles.
Les motivations sont très différentes, lorsqu'on demande à des personnes « sans enfant par choix » de les énumérer, de celles indiquées par un public général interrogé sur les motivations de ces personnes.  
Les motivations énumérées ci-dessous se retrouvent notamment dans les ouvrages suivants (souvent via des témoignages directs de childfrees) : Émilie Devienne, Être femme sans être mère  ; Gisèle Palancz, Pas de bébé à bord ; Nathalie Six, Pas d'enfants, ça se défend ; Isabelle Tilmant, Épanouie avec ou sans enfant et Edith Vallée, Pas d'enfant, dit-elle.
Selon un sondage réalisé en 2010, 5% de la population française (6,3 % d’hommes et 4,3% de femmes) ne souhaite pas avoir d’enfant principalement pour « rester libre » et « l’épanouissement personnel ». 
Une étude française réalisée en 2017 sur 737 personnes se déclarant « childfree » sur un panel jeune (59% des personnes ayant répondu ont moins de 29 ans) présente les problématiques contemporaines de la non-parentalité choisie via ses permanences (notamment la stigmatisation des femmes ou le difficile accès à la stérilisation) et ses ruptures (par exemple le recours aux réseaux sociaux comme espace d’entraide ou la revendication de l’absence de désir d’être parent comme raison principale de ce choix de vie). 

### Pour l'opinion générale
Ainsi, pour l'opinion générale, les motivations qui semblent les plus évidentes sont :
- absence d’instinct paternel ou maternel[15] ;
- absence d'intérêt pour les tâches propres à la vie de parent ;
- sentiment d'incapacité d’être un parent responsable ;
- refus de sacrifier son temps pour des enfants ;
- refus d'engager les dépenses liées au fait d’avoir des enfants.

### Pour les personnes concernées

#### Raisons personnelles
La nulliparité volontaire n'est pas uniquement réservé aux femmes mais est un phénomène observé chez les hommes et les femmes. Plusieurs caractéristiques sont reconnues chez les individus nullipares. Il est plus probable de retrouver la nulliparité volontaire dans une population plus prospère et diplômée. On y retrouve aussi des individus qui sont très impliqués dans leurs carrières. En Grande-Bretagne, une étude a observé que 50% des femmes qui occupent un poste de responsabilité ou de direction n'ont pas d'enfants et n'en veulent pas . Il est aussi possible d'analyser que certains individus ne désirent pas d'enfants par crainte d'une perte d'identité personnelle lors de la venue de l'enfant. Cela se caractérise parfois par une absence d'instinct maternel ou paternel.
Les nullipares volontaires expliquent qu'il existe une exemption de la liberté personnelle, d'argent mais aussi du temps et d'énergie qu'entraîne le fait d'être un parent, qu'il est donc plus approprié de s'identifier à une personne « exempte d'enfants », plutôt qu'une personne « sans enfants ». Ainsi, selon Statistique Canada, 7 % des Canadiens âgés de 20 à 34 ans, soit 434 000 personnes, n'avaient pas l'intention d'avoir d'enfants dans les années suivantes ou à long terme. On ajoute que près d'un célibataire sur 10 ne prévoyait pas avoir d'enfants.
Une autre cause peut être celle du bien-être du couple. L'homme et la femme, selon leurs droits, ont accès à une liberté individuelle propice à leurs besoins. Un couple autonome est à la recherche d'indépendance et d'affirmation de soi face à sa famille et à la société. L'autonomie des membres du couple se démontre selon[pas clair] leur milieu d'origine, leur idéologie, ainsi que l'image positive de leur personne. Un couple qui ne désire pas d'enfants vit donc une pression sociale familiale et externe d'avoir des enfants et de créer une famille.
Respect de la femme et du fœtus
Il existe un risque qu’un état médical préexistant comme le diabète, la dépression ou une croissance extra-utérine puisse provoquer une grossesse difficile ou dangereuse, ou entraîner des difficultés pour élever l’enfant. Les femmes vivent des inquiétudes quant aux maladies héréditaires ou génétiques qui pourraient frapper l'enfant mais aussi des inquiétudes quant à la répartition des tâches dans le couple, l'éducation des enfants. Plusieurs d'entre elles ont la volonté de ne pas subir la grossesse et l'accouchement, voire parfois la tokophobie. Les convictions que les femmes sont formatées dès l'enfance à un rôle de mère, ou que la maternité est un frein dans la vie d'une femme, comparé à l'impact qu'un enfant peut avoir sur la vie d'un homme.
Respect de l'enfant
La ferme conviction que le fait de créer une nouvelle vie est avant tout un acte égoïste. Le parent crée (lorsque c'est volontaire et réfléchi) ce nouvel être par égoïsme, non de façon désintéressée, et finalement pour des motivations pouvant apparaître vaines pour certaines d'entre elles, telles que : « avoir un bébé » (termes en définitive bien réducteurs et non représentatifs de ce que constitue réellement, à plus ou moins long terme, le fait d'engendrer un être humain), peur de se retrouver seul en fin de vie, moyen de retenir son conjoint, céder aux pressions familiales et plus généralement sociales, devenir une femme accomplie, avoir un statut social, faire perdurer le nom de famille, obtenir des aides sociales, transmettre ses gènes, voir à quoi ressemblerait un "mini-nous", payer les retraites futures, donner des petits-enfants aux parents, ou des cousins et neveux à la famille et autres.

La volonté de n'être ni auteur ni complice des problèmes liés à l'enfance : abandon, délaissement, harcèlement en milieu scolaire, mauvais traitements, traumatismes. Mais aussi la volonté de ne pas faire naître un humain qui devra assumer les fautes supposées des générations précédentes, la volonté de ne pas transmettre son patrimoine génétique (maladies héréditaires, troubles psychologiques ou comportementaux). Il existe plusieurs refus comme celui de faire porter à l'enfant le poids d'un passé familial difficile, le refus de renouveler les erreurs de ses propres parents, le refus d'imposer à quiconque une existence à priori moins heureuse dans un avenir devenu incertain (surpopulation, pollution, épuisement des ressources naturelles, dérèglement climatique, inégalités sociales...) et, plus simplement, le refus d'imposer à quiconque la vie et tout ce qu'elle représente (bonnes et mauvaises choses, mais aussi sa finalité : la mort) ; avec la notion que personne n'a demandé à naître, avec le questionnement suivant : qu'est-ce qui autorise finalement un être humain à en créer un autre ?
Respect du couple
Plusieurs couples craignent que leur intimité ne diminue de façon significative en devenant parents. Ils craignent aussi de la séparation et de ce que cela implique (garde partagée, pension alimentaire, etc.). Il existe aussi le désir de conserver une excellente relation de couple sans que les enfants deviennent un sujet de dispute.
Respect de la société
La volonté de ne pas faire peser une charge supplémentaire sur la collectivité et sur les dépenses publiques, ainsi que la volonté de préserver la société de l'éventuelle dérive comportementale d'un enfant pouvant devenir un individu préjudiciable à lui-même ou à autrui.
Respect de la planète
La conviction que le fait de ne pas mettre au monde d'enfant est un service à rendre à la planète et les inquiétudes concernant les facteurs environnementaux et la surpopulation de la planète.

#### Croyances et religions
Plusieurs facteurs sont à la base de ce non-désir dont : Les expériences vécues lors de la jeunesse, incluant la violence physique ou psychologique vécue au domicile ou à l’école, l’interaction entre les parents et les enfants, par exemple si les besoins de l’enfants et du parent sont atteints ou négligés, l’importance accordée au mariage, le bien-être personnel, incluant une bonne estime personnelle, une confiance en soi et les croyances et la pratique religieuse.
Malgré la baisse du taux de mariage au Canada, celui-ci est encore relié au concept de famille. Un couple étant marié est donc plus propice à vouloir des enfants pour fonder une famille. Cela dépendant évidemment des croyances et de la religion autour de la religion pratiquée, par exemple, un catholique ou un chrétien pratiquant, car pour cette religion, avoir des enfants est un devoir de Dieu. Les personnes n'ayant aucune appartenance religieuse sont donc plus susceptibles de dire ne pas vouloir d'enfants que les croyants.
Autres motivations
Il existe encore d'autres motivations comme le refus de tomber dans l'idéalisation qui prévaut souvent à la création d'un être humain. Tout être humain a d'abord été un bébé, cependant ce stade éphémère, limité dans le déroulement de la vie d'un individu semble, pour beaucoup, souvent prévaloir dans la motivation, l'envie de créer un être humain, en occultant le fait que ce même individu sera lui aussi un jour adolescent, adulte, etc., et ne restera pas au stade bébé toute sa vie. Ce qui semble finalement être oublié par beaucoup d'adultes (qui furent pourtant eux-mêmes aussi des bébés), souhaitant se reproduire mais paraissant oublier cela ; sans prendre alors conscience que ce qu'ils créent est également - et avant tout - un être humain, une vie, une existence (et non un simple bébé) avec tout ce que cela représente pour ce nouvel être dans le présent comme dans l'avenir.
Certains individus veulent contribuer à l'humanité autrement qu'en créant une vie qui n'a rien demandé, en s'occupant des vies déjà présentes dans le besoin (voire religieux ou humanistes). Aussi, la considération qu’élever des enfants est une entrave au développement culturel et intellectuel. Il existe aussi le refus de sacrifier sa vie privée, son temps ou son espace personnel pour des enfants. La conviction qu'on peut contribuer à l'humanité en travaillant et non en procréant, l'absence de moyens suffisants et l'absence de logement décent, la conviction du néomalthusianisme : ne pas produire la chair à canon pour les guerres et l'exploitation des bourgeois (théorie anarchiste), ainsi qu'une inquiétude concernant la surpopulation (reprenant la théorie initiale du philosophe Malthus).Il existe aussi une impossibilité de concevoir une vie décente pour une descendance dans un contexte social, culturel ou religieux particulier.

## Branches
Si le mouvement childfree est né en opposition au pronatalisme, et poussé par les luttes de la deuxième vague féministe, plusieurs branches distinguent :
- les no kids ne veulent tout simplement pas d'enfant pour diverses raisons (non-désir d'enfant, désintérêt envers les enfants, etc.) ;
- les dénatalistes et anti-natalistes, et notamment le VHEMT (Voluntary Human Extinction Movement) fondé en 1991 par les U. Knight[20], prônent une diminution ou une extinction volontaire de l'humain par la non-procréation, pour des raisons écologiques, parfois par idéologie néomalthusianiste ou encore nihiliste ;
- les childfrees pro-choix, issus du féminisme pro-choix ; s'ils ne veulent pas d'enfants, ils ne sont pas dénatalistes car ils ne sont pas opposés à la procréation sous toutes ses formes, du moment qu'elle ne les concerne pas ;
- les GINKS, littéralement Green Inclination No Kids, qui renoncent à la parentalité pour des raisons écologiques.

## Luttes
Selon les courants, les childfrees soutiennent différentes causes : droit à disposer de son corps, prévention des maltraitances infantiles, des grossesses non désirées, renforcement du contrôle des naissances.

## Personnalités sans enfant par choix
- Thomas Pesquet[21],[22]
- Richard Stallman[23],[24]
- Condoleezza Rice[25]
- Oprah Winfrey[25]
- Katharine Hepburn[25]
- Sabine Azéma[26]
- Salomé Saqué [27]

## Thèses
- Charlotte Debest, Le choix d’une vie sans enfant (thèse de sociologie, 2012).

## Filmographie
- Maman ? Non merci ! Magenta Baribeau, film documentaire, 74 min, 2015.
- Childfree, et alors ? Charlotte et Fabrice, film documentaire, 58 min, 2012.
- L'embarras du choix, Isabelle Taveneau, film documentaire, 66 min, 2006.
- Le Choix de Macha, Marianne Lamour, téléfilm, 110 min, 2002.

### Pages connexes
- Avortement
- Mouvement pour l'extinction volontaire de l'humanité
- Néomalthusianisme
- DINK
- Nullipare
- Pessimisme
- Facteur de fécondité (démographie)